# Ljevaja
Ljevaja (cyr. Љеваја) – wieś w Serbii, w okręgu morawickim, w gminie Gornji Milanovac. W 2011 roku liczyła 93 mieszkańców.